# Behdad Salimi
Behdad Salimi Kordasiabi, também transliterado Salimikordasiabi (em persa: بهداد سلیمی كردآسیابی; Qaem Shahr, 8 de dezembro de 1989) é um ex-halterofilista do Irã que competiu na categoria superpesado (acima de 105 kg).

## Carreira
Salimi ganhou ouro no Campeonato Mundial de 2010, com 453 kg no total (208 kg no arranque e 245 kg no arremesso). Também ganhou ouro nos Jogos Asiáticos daquele ano, com 440 kg.
No Campeonato Mundial de 2011, em 13 de novembro, Salimi estabeleceu um recorde mundial no arranque—214 kg—e também conquistou a medalha de ouro no total combinado (464 kg), na categoria acima de 105 kg.
Behdad Salimi conquistou a medalha de ouro na competição olímpica de levantamento de peso acima de 105 kg, realizada em agosto de 2012 na ExCel Arena, em Londres, garantindo uma vitória iraniana acompanhada pelo compatriota Sajjad Anoushiravani, que ficou com a prata. Salimi totalizou 455 kg, superando Anoushiravani por 6 kg e o russo Ruslan Albegov, bronze, por 7 kg. Embora seu desempenho tenha sido inferior ao registrado no Campeonato Mundial anterior, Salimi assegurou o primeiro lugar ao levantar 247 kg em sua primeira tentativa no arremesso. Posteriormente, tentou estabelecer um novo recorde mundial com 264 kg, mas não obteve êxito e optou por não realizar a terceira tentativa.
Após os Jogos Olímpicos de Londres 2012, ele e outros medalhistas olímpicos iranianos protestaram contra o técnico da seleção nacional de halterofilismo do Irã, Kourosh Bagheri, alegando o uso de linguagem ofensiva durante os treinamentos, e se recusaram a participar das atividades da equipe. Como resultado de um intenso debate transmitido ao vivo na TV entre Salimi e Kourosh Bagheri, a Federação Iraniana de Halterofilismo decidiu afastar Salimi e outros levantadores de peso, não convocando nenhum dos medalhistas de Londres para o Campeonato Asiático e o Campeonato Mundial de 2013.
Em fevereiro de 2014, Salimi foi reintegrado à seleção iraniana e voltou às competições internacionais. Nos Jogos Asiáticos de 2014, realizados em Incheon, ele conquistou a medalha de ouro ao levantar 210 kg no arranque e 255 kg no arremesso, totalizando 465 kg, com uma vantagem de 40 kg sobre o segundo colocado.
No Campeonato Mundial de 2014, disputado em Almaty, Salimi terminou com a medalha de prata. Ele levantou 206 kg no arranque e 251 kg no arremesso, somando 457 kg no total. O ouro ficou com o russo Ruslan Albegov, que ergueu 210 kg no arranque e 252 kg no arremesso, totalizando 462 kg. Aleksei Lovtchev, também da Rússia, conquistou a medalha de ouro no arremesso com 257 kg, após falhar em todas as tentativas no arranque.
Nos Jogos Olímpicos do Rio 2016, Salimi teve uma disputa acirrada com o georgiano Lasha Talakhadze na prova do arranque. Talakhadze iniciou com um levantamento de 205 kg, enquanto Salimi assumiu a liderança ao levantar 206 kg. Em sua segunda tentativa, Talakhadze ergueu 210 kg, mas Salimi recuperou a liderança com 211 kg. Em sua última tentativa, Talakhadze quebrou o recorde mundial de Salimi, que era de 214 kg desde 2011, ao levantar 215 kg, mas Behdad Salimi conseguiu erguer 216 kg, retomando o recorde e igualando a marca histórica de Antonio Krastev, da Bulgária, estabelecida em 1987. Na fase do arremesso, Salimi tentou levantar 245 kg em sua primeira tentativa, mas recebeu duas luzes vermelhas dos juízes, que consideraram que seu cotovelo esquerdo não estava completamente estendido durante a finalização do movimento. Na segunda tentativa, ele levantou novamente os mesmos 245 kg e recebeu três luzes brancas de aprovação dos juízes. No entanto, sua tentativa foi anulada pelo júri, que avaliou um leve encolhimento do braço esquerdo no momento da estabilização do peso acima da cabeça. Frustrado com a decisão, Salimi falhou em sua terceira tentativa, pois já não tinha mais energia.
Por causa da decisão que anulou a segunda tentativa de Salimi, o Comitê Olímpico Nacional do Irã levou o caso ao Tribunal Arbitral do Esporte.
O site da Federação Internacional de Halterofilismo foi hackeado na manhã seguinte ao acontecimento, e sua página no Instagram foi inundada com mais de 285 000 comentários.
Posteriormente, o Tribunal Arbitral do Esporte julgou como improcedente o requerimento de Salimi.
No Campeonato Mundial de Halterofilismo de 2017, realizado em Anaheim, Behdad Salimi conquistou a medalha de bronze na categoria acima de 105 kg. Na prova do arranque, Salimi levantou 205 kg em sua primeira tentativa e 211 kg na segunda. Na terceira, tentou 216 kg, mas não conseguiu completar o movimento, ficando com a segunda melhor marca da prova, atrás apenas de Lasha Talakhadze, que ergueu 220 kg e quebrou o recorde mundial. No arremesso, Salimi iniciou com 241 kg, mas falhou. Na segunda tentativa, aumentou para 242 kg e conseguiu completar o levantamento. Na terceira, tentou 252 kg, mas não teve sucesso. Com um total de 453 kg, ele terminou a competição na terceira posição geral, atrás do georgiano Lasha Talakhadze, que conquistou o ouro com um total de 477 kg, e do também iraniano Saeid Alihosseini, que ficou com a prata ao levantar 454 kg no total.
Depois de conquistar sua terceira medalha de ouro nos Jogos Asiáticos de 2018, com um total de 461 kg, Salimi anunciou sua aposentadoria do esporte.
Em janeiro de 2025, Behdad Salimi assumiu o comando da seleção masculina de halterofilismo do Irã, substituindo Navvab Nasir-Shalal, e tem contrato até o fim dos Jogos Asiáticos de 2026.

### Recordes não oficiais
Behdad Salimi superou os recordes mundiais no arranque mais de uma vez em competições locais no Irã, que não contaram como recordes oficiais.
Em 5 de março de 2011, em Rasht, Salimi levantou os 214 kg no arranque, superando em 1 kg o então recorde de Hossein Rezazadeh.
Ainda em 6 de outubro de 2011, em Sanandaj, Salimi levantou 217 kg no arranque, o que superava em 1 kg o antigo recorde do búlgaro Antonio Krastev (216 kg, 13 de setembro de 1987), marca esta que foi anulada pela Federação Internacional de Halterofilismo devido as reestruturações das classes de peso em 1993.
Em 2014, durante um torneio nacional seletivo para os Jogos Asiáticos, conseguiu levantar 215 kg no arranque, marca superior ao seu próprio recorde mundial.

## Quadro de resultados
Principais resultados de Behdad Salimi:
| Ano                        | Lugar                     | Categoria       | Marca (kg) / pos. | Marca (kg) / pos. | Marca (kg) / pos. | Ref.            |
| Ano                        | Lugar                     | Categoria       | Arranque          | Arremesso         | Total             | Ref.            |
| Jogos Olímpicos            | Jogos Olímpicos           | Jogos Olímpicos | Jogos Olímpicos   | Jogos Olímpicos   | Jogos Olímpicos   | Jogos Olímpicos |
| -------------------------- | ------------------------- | --------------- | ----------------- | ----------------- | ----------------- | --------------- |
| 2012                       | Londres, Inglaterra       | +105 kg         | 208 / 2           | 247 / 1           | 455 /             | [ 3 ]           |
| 2016                       | Rio de Janeiro, Brasil    | +105 kg         | 216(RM) / 1       | Sem marca         | ---               | [ 10 ]          |
| Campeonato Mundial         |                           |                 |                   |                   |                   |                 |
| 2010                       | Antália, Turquia          | +105 kg         | 208 /             | 245 /             | 453 /             |                 |
| 2011                       | Paris, França             | +105 kg         | 214 /             | 250 /             | 464 /             | [ 27 ]          |
| 2014                       | Almati, Cazaquistão       | +105 kg         | 206 /             | 251 /             | 457 /             | [ 9 ]           |
| 2017                       | Anaheim, Estados Unidos   | +105 kg         | 211 /             | 242 / 5           | 453 /             | [ 18 ]          |
| Jogos Asiáticos            |                           |                 |                   |                   |                   |                 |
| 2010                       | Cantão, China             | +105 kg         | 205 / 1           | 235 / 2           | 440 /             |                 |
| 2014                       | Incheon, Coreia do Sul    | +105 kg         | 210 / 1           | 255 / 1           | 465 /             | [ 8 ] [ 7 ]     |
| 2018                       | Jacarta, Indonésia        | +105 kg         | 208 / 2           | 253 / 1           | 461 /             |                 |
| Campeonato Asiático        |                           |                 |                   |                   |                   |                 |
| 2009                       | Taldykorgan, Cazaquistão  | +105 kg         | 190 /             | 231 /             | 421 /             |                 |
| 2011                       | Tongling, China           | +105 kg         | 208 /             | 250 /             | 458 /             | [ 28 ]          |
| 2012                       | Pyeongtaek, Coreia do Sul | +105 kg         | 206 /             | 245 /             | 451 /             |                 |
| Campeonato Mundial Júnior  |                           |                 |                   |                   |                   |                 |
| 2008                       | Cáli, Colômbia            | +105 kg         | 186 /             | 220 /             | 406 /             | [ 29 ]          |
| 2009                       | Bucareste, Romênia        | +105 kg         | 195 /             | 228 /             | 423 /             |                 |
| Campeonato Asiático Júnior |                           |                 |                   |                   |                   |                 |
| 2008                       | Jeonju, Coreia do Sul     | +105 kg         | 185 /             | 222               | 407 /             | [ 30 ]          |
| Copa Fajr                  |                           |                 |                   |                   |                   |                 |
| 2016                       | Teerã, Irã                | +105 kg         | 205 /             | 225               | 430 /             | [ 31 ]          |